# Аламо (тврђава)
Аламо ( „Мисија Аламо у Сан Антонију“ или „Трђава Аламо“) је тврђава, музеј, споменик у Сан Антонију, Тексас, која је сачувана као успомена на догађај познат као битка за Аламо у којој је погинуо Дејви Крокет. Ова битка позната у историји САД трајала је од 23. фебруара до 6. мартa 1836.
Тврђава се налази у Сан Антонију као значајан културно-историјски и туристички објекат. Ову тврђаву свакодневно посећује велики број туриста.

## Занимљивости
У Сан Антонију се препричава као „урбана легенда“ једна од давних одлука градских власти да се око тврђаве Аламо могу градити нови објекти али довољно удаљени да на тврђаву не падне „сенка“. Посредно ово значи да је то део америчке историје на који не сме да падне сенка сумње.

## Галерија
- Аламо
- Аламо
- Плоча 1
- Плоча 2
- Комеморативни споменик
- Аламо детаљи на споменику